# Parodaea scaripheuta
Parodaea scaripheuta är en fjärilsart som beskrevs av Edward Meyrick 1914. Parodaea scaripheuta ingår i släktet Parodaea och familjen praktmalar, Oecophoridae. Inga underarter finns listade i Catalogue of Life.